# Stenocercus dracopennatus
Stenocercus dracopennatus — вид ігуаноподібних ящірок родини Tropiduridae. Ендемік Перу. Описаний у 2020 році.

## Опис
Довжина ящірки Stenocercus dracopennatus (без врахування хвоста) становить 88 мм.

## Поширення і екологія
Stenocercus dracopennatus відомі з типової місцевості, розташованої поблизу села Ямбрасбамба, на східних схилах гірського масиву Кордильєра-де-Колан в регіоні Амазонас, на висоті 2370 м над рівнем моря. Вони живуть в гірських карликових лісах, в заростях бромелієвих, в регіоні Перуанської Юнги.